# 雷舍蒂利夫卡區

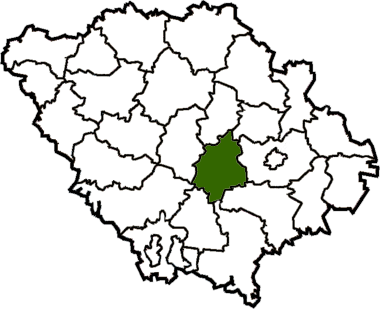

雷舍蒂利夫卡區（烏克蘭語：Решетилівський район）是位於烏克蘭中部波爾塔瓦州的舊區，首府設於雷舍蒂利夫卡，並於2020年被撤銷。該區面積1,009平方公里，2015年人口26,496，人口密度每平方公里26.26人。